# Poïkilorgue
Le poïkilorgue ou orgue expressif varié est un instrument de musique de la période romantique à clavier et à anche libre de la famille de l'orgue, précurseur de l'harmonium et inventé par Aristide Cavaillé-Coll en collaboration avec son frère et son père en 1830.

## Caractéristiques
L'accordéon, le physharmonica ou l'harmoniflûte sont ses prédécesseurs. Il en diffère par la puissance du son augmenté ou diminué à volonté donnant ainsi la plus variée des expressions. Les anches sont mises en vibration par l'intermédiaire du clavier et l'air est envoyé par des soufflets actionnés par des pédales. La pédale gauche actionne un soufflet qui remplit le soufflet réservoir. La pédale droite est connectée avec le soufflet réservoir et fonctionne comme un balancier : en la pressant avec la pointe du pied, on augmente la pression de l´air, avec le talon, on baisse la pression de l´air. Son clavier de quatre octaves et demi, d'ut à fa, permet de filer les sons du pianissimo au fortissimo de manière continue ou par sauts. Le diapason est la 440. Le tempérament est inégal sur base mésotonique variée. Ce tempérament inégal, proche des tempéraments français du XVIIIe siècle comme celui du Dom Bedos et qui présente une quinte du loup, est confirmé par les pièces de Louis James Alfred Lefébure-Wély n'utilisant que des tonalités avec peu d'altérations.

## Emploi
Il est utilisé dans l'accompagnement des chanteurs, à la cinquième scène, lors de la représentation, dirigée le 28 septembre 1832 par Gioachino Rossini au Théâtre du Capitole de Toulouse, de l'opéra de Giacomo Meyerbeer, Robert le Diable, premier opéra à avoir introduit une partie d'orgue.
Louis James Alfred Lefébure-Wély publie en 1839 puis en 1841 une Méthode théorique et pratique pour le Poïkilorgue (orgue expressif) suivie de plusieurs morceaux appropriés à toutes les ressources de l'instrument. Il compose vers 1840 une Fantaisie brillante sur des motifs de « La Norma », op. 7, d'après Vincenzo Bellini, dédiée à Pierre-Joseph-Guillaume Zimmerman et une Fantaisie pour Poïkilorgue en mi bémol majeur avec accompagnement de piano dédiée à Louis-Antoine Jullien puis, en 1855, une Grande Fantaisie de concert pour piano et orgue expressif sur des motifs de Robin des bois de C. M. Weber d'après Der Freischütz de Carl Maria von Weber.

## Piano-poïkilorgue
L'ajout d’un jeu expressif à anches libres (hautbois) agissant sur les trois dernières octaves d'un piano à queue fait du piano-poïkolorgue un instrument de salon. Son étendue de trois octaves court depuis le deuxième fa du piano jusqu'au cinquième compris. La fabrication de ces instruments est accélérée par une autre invention d'Aristide Cavaillé-Coll, l'adaptation d'une scie circulaire à cet usage, deux fois primée, le 7 mars 1833 par l'Académie des sciences, inscriptions et belles-lettres de Toulouse puis par une mention spéciale et une médaille de la Société d'encouragement pour l'industrie nationale. Le rapport de la section musique de l'Académie des beaux-arts composée à l'Institut par Luigi Cherubini, Ferdinando Paër, François-Adrien Boieldieu, Jean-François Lesueur, Daniel-François-Esprit Auber et Henri-Montan Berton, mentionne l'avantage ajouté à la facture des pianos représenté par le fait d'avoir donné aux pianistes avec des moyens aussi simples la possibilité de chanter avec expression en soutenant les sons et d'exprimer ainsi toutes les nuances de l'art musical. L'un des pianos-poïkilorgues fabriqués dans les ateliers de la rue Notre-Dame-de-Lorette est présenté à l'Exposition de 1839 et fait à cette occasion l'objet d'une publication. En échange du soutien financier d'Henri Place, plusieurs de ces instruments alors en vogue sont placés en gage chez des amis du peintre et banquier.